# Bronisław Sawicki

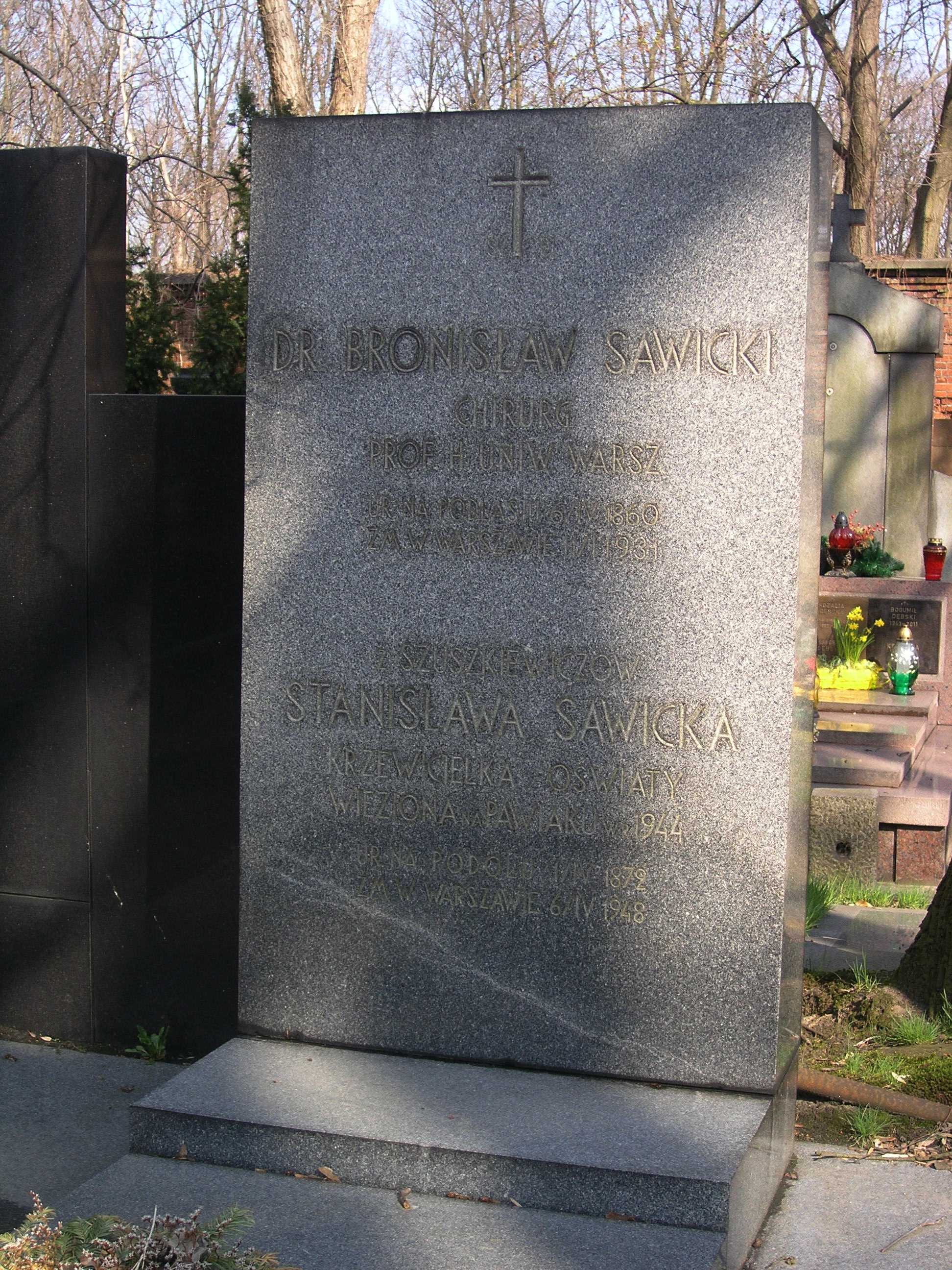
Grób chirurga Bronisława Sawickiego na Starych Powązkach w Warszawie (stan na kwiecień 2012)

Bronisław Wilhelm Sawicki (ur. 4 kwietnia 1860 w Ostromęczynie, zm. 11 stycznia 1931 w Warszawie) – polski chirurg, członek Polskiej Akademii Umiejętności.

## Życiorys
Urodził się w rodzinie Antoniego Sawickiego i Felicji z Talarowskich, jego ojciec zarządzał dobrami w Hruszniewie. W 1870 rozpoczął naukę w gimnazjum w Siedlcach, osiem lat później zdał tam maturę i rozpoczął studia na Wydziale Lekarskim Cesarskiego Uniwersytetu Warszawskiego. W 1884 uzyskał dyplom lekarza i został asystentem w katedrze i klinice chirurgicznej, równocześnie pracował jako prywatny lekarz w Zakładzie dla Umysłowo Chorych Stanisława Chomętowskiego. Od 1889 wykładał chirurgię w szkole dla felczerów, przez rok pracował w szkole dentystycznej założonej przez Jakuba Levy’ego. W 1892 zakończył asystenturę w klinice chirurgicznej, rok później otrzymał etat w Zakładzie Chorób Dziecięcych Jana Witalisa Bączkiewicza, gdzie stworzył pierwszy w Warszawie nowoczesny oddział chirurgii pediatrycznej. W 1896 zakończył pracę w Zakładzie Chomętowskiego, ponieważ otrzymał stanowisko ordynatora oddziału chirurgii kobiecej w Szpitalu Dzieciątka Jezus w Warszawie, w 1903 przestał pracować w zakładzie Bączkiewicza. Dwa lata później zaprzestał wykładania w szkole felczerów, w 1907 został ordynatorem I oddziału chirurgicznego. W lipcu 1919 otrzymał tytuł honorowego profesora Uniwersytetu Warszawskiego, od 1922 przez dwa lata wykładał tam terapię ogólną w chirurgii, a następnie przez resztę życia chirurgię ogólną i pielęgniarstwo. Zmarł w 1931, spoczywa na cmentarzu Powązkowskim (kw. 196, rząd 6, grób 26/27).

## Dorobek naukowy
Był specjalistą w dziedzinie chirurgii jamy brzusznej, narządów rodnych i moczowych, a także w chirurgii naczyniowej, układu nerwowego i neurofizjologii, traumatologii i ortopedii oraz chirurgii plastycznej twarzoczaszki. Opracował i wprowadził stosowanie nowatorskiej wówczas metody podotrzewnowego usuwania pęcherzyka żółciowego.
Od 1889 do 1922 należał do zespołu redakcyjnego Gazety Lekarskiej, w 1909 był jednym z założycieli "Przeglądu Chirurgicznego i Ginekologicznego" a w 1923 "Polskiego Przeglądu Chirurgicznego". Opublikował sześćdziesiąt dziewięć prac naukowych dotyczących chirurgii (35) i społeczno-lekarskich (34).
2 maja 1923 odznaczono go Krzyżem Komandorskim Orderu Odrodzenia Polski „w uznaniu zasług, położonych dla Rzeczypospolitej Polskiej na polu nauki i pracy obywatelskiej”.

## Członkostwo
- Od 1906 członek zarządu Stowarzyszenia Lekarzy Polskich;
- Zainicjował powstanie w 1916 Sekcji Szpitalnictwa przy Towarzystwie Lekarskim Warszawskim;
- Wpłynął na Magistrat Miasta Warszawy w 1917 aby utworzono przy Wydziale Szpitalnictwa i Opieki Społecznej Radę Szpitalną, w której zasiadał od jej powstania do 1931;
- Współorganizował Towarzystwo Chirurgów Polskich, był jego prezesem w latach 1923–1924;
- W latach 1925–1928 był prezesem Towarzystwa Lekarskiego Warszawskiego;
- Od 1930 pełnił funkcję sekretarza stałego Towarzystwa Lekarskiego Warszawskiego;
- Członek Akademii Nauk Lekarskich w Warszawie;
- Członek czynny Polskiej Akademii Umiejętności;
- Współzałożyciel i członek Związku Lekarzy Państwa Polskiego;
- Członek Towarzystwa Chirurgicznego Warszawskiego;
- Członek Polskiego Towarzystwa Szpitalnictwa;

oraz członek honorowy wielu krajowych towarzystw lekarskich.